# استفان بایندر
استفان بایندر (انگلیسی: Stefan Binder؛ زادهٔ ۱۲ اکتبر ۱۹۷۸) بازیکن فوتبال اهل آلمان است.
از باشگاه‌هایی که در آن بازی کرده‌است می‌توان به اشپورت فقاند زیگن و باشگاه فوتبال یان رگنسبورگ اشاره کرد.